# جوزف جی. لیلی
جوزف جی. لیلی (انگلیسی: Joseph J. Lilley؛ ‏ ۱۶ اوت ۱۹۱۳ – ۱ ژانویهٔ ۱۹۷۱) آهنگساز، ترانه‌سرا، موسیقی‌دان و رهبر ارکستر اهل ایالات متحده آمریکا بود. او در سی و دومین دوره جوایز اسکار نامزد دریافت جایزه اسکار بهترین موسیقی فیلم شد.
از فیلم‌هایی که وی در آن‌ها نقش داشته‌است، می‌توان به مسافرخانه تعطیلات، آشپز هنگ، داماد وارد می‌شود، جاده بالی، کریسمس سفید، آن احساس مطمئن، دختران! دختران! دختران!، خدمتکار نامرتب و بادآورده را باد می‌برد اشاره نمود.